# Дом Ф. Н. Солодова
Дом Н. Ф. Солодова — объект культурного наследия регионального значения в Ростове-на-Дону, который находится по адресу Газетный проулок, 47. Построен в XIX столетии.

## История
В 1880-х годах территория дома была увеличена за счет пристройки двухэтажного крыла согласно проекту, который был разработан архитектором Николаем Александровичем Дорошенко. Владельцем дома был хозяин мукомельной фабрики Солодов. Строение входило в комплекс фабрики Солодова и имело одинаковый с ним адрес. В начале XX века в документах значилось как собственность жены Солодова — Екатерины Николаевны Солодовой. Потом в доме располагался «Дом работников просвещения», который также назывался «Домом учителя». В нем была большая библиотека, которой пользовались учителя и школьники.

## Описание
Жилой дом был построен в стиле эклектики. Оконные проемы были оформлены сандриками прямоугольной формы, подоконные ниши — розетками. Двухэтажный дом — прямоугольный в плане, подвал находится в центральной части дома. Есть чердак, который завершает два четырёхгранных шатра. Дом оштукатурен. Полуциркульные оконные проемы оформлены простыми наличниками, у парапета ажурное металлическое ограждение. Лепной декор представлен маскаронами, которые украшают замковые камни и кронштейны, также они встречаются в оформлении аттиков. При проведении ремонтных работ несколько раз переделывали крышу, было сделано перекрытие. Утеряны решетки на окнах первого этажа, как и изначальное наполнение оконных и дверных отверстий.